# Jaroslav Bába
Jaroslav Bába (ur. 2 września 1984 w Karwinie) – czeski lekkoatleta specjalizujący się w skoku wzwyż.
W roku 2004 wywalczył brązowy medal olimpijski. Bába ma w dorobku brązowy medal halowych mistrzostw świata (Budapeszt 2004). Złoty medalista mistrzostw Europy juniorów (Tampere 2003) i młodzieżowych mistrzostw Starego Kontynentu (Erfurt 2005). Drugi zawodnik superligi drużynowych mistrzostw Europy (Leiria 2009) i Światowego Finału IAAF (Saloniki 2009).
Jego aktualna partnerką jest Denisa Ščerbová.

## Osiągnięcia
| Rok  | Impreza                                 | Miejsce        | Lokata            | Wynik |
| ---- | --------------------------------------- | -------------- | ----------------- | ----- |
| 2001 | Mistrzostwa świata juniorów młodszych   | Debreczyn      | 10. miejsce       | 2,05  |
| 2002 | Mistrzostwa świata juniorów             | Kingston       | 8. miejsce        | 2,18  |
| 2003 | Halowe mistrzostwa świata               | Birmingham     | 9. miejsce        | 2,25  |
| 2003 | Mistrzostwa Europy juniorów             | Tampere        | 1. miejsce        | 2,28  |
| 2003 | Mistrzostwa świata                      | Paryż          | 11. miejsce       | 2,25  |
| 2004 | Halowe mistrzostwa świata               | Budapeszt      | 3. miejsce        | 2,25  |
| 2004 | Igrzyska olimpijskie                    | Ateny          | 3. miejsce        | 2,34  |
| 2004 | Światowy finał lekkoatletyczny IAAF     | Monako         | 7. miejsce        | 2,23  |
| 2005 | Halowe mistrzostwa Europy               | Madryt         | 4. miejsce        | 2,30  |
| 2005 | Młodzieżowe mistrzostwa Europy          | Erfurt         | 1. miejsce        | 2,29  |
| 2005 | Mistrzostwa świata                      | Helsinki       | 5. miejsce        | 2,29  |
| 2005 | Światowy finał lekkoatletyczny IAAF     | Monako         | 7. miejsce        | 2,20  |
| 2007 | Mistrzostwa świata                      | Osaka          | 8. miejsce        | 2,26  |
| 2008 | Halowe mistrzostwa świata               | Walencja       | 9. miejsce        | 2,23  |
| 2008 | Igrzyska olimpijskie                    | Pekin          | 6. miejsce        | 2,29  |
| 2009 | Halowe mistrzostwa Europy               | Turyn          | el. - 10. miejsce | 2,17  |
| 2009 | Superliga drużynowych mistrzostw Europy | Leiria         | 2. miejsce        | 2,31  |
| 2009 | Mistrzostwa świata                      | Berlin         | 5. miejsce        | 2,23  |
| 2009 | Światowy finał lekkoatletyczny IAAF     | Saloniki       | 2. miejsce        | 2,32  |
| 2010 | Halowe mistrzostwa świata               | Doha           | el. – 11. miejsce | 2,23  |
| 2010 | I liga drużynowych mistrzostw Europy    | Budapeszt      | 1. miejsce        | 2,28  |
| 2010 | Mistrzostwa Europy                      | Barcelona      | 5. miejsce        | 2,26  |
| 2011 | Halowe mistrzostwa Europy               | Paryż          | 2. miejsce        | 2,34  |
| 2011 | Superliga drużynowych mistrzostw Europy | Sztokholm      | 3. miejsce        | 2,28  |
| 2011 | Mistrzostwa świata                      | Daegu          | 4. miejsce        | 2,32  |
| 2012 | Halowe mistrzostwa świata               | Stambuł        | el. – 13. miejsce | 2,22  |
| 2012 | Mistrzostwa Europy                      | Helsinki       | 8. miejsce        | 2,24  |
| 2012 | Igrzyska olimpijskie                    | Londyn         | el. – 21. miejsce | 2,21  |
| 2013 | Halowe mistrzostwa Europy               | Göteborg       | 3. miejsce        | 2,31  |
| 2013 | I liga drużynowych mistrzostw Europy    | Dublin         | 1. miejsce        | 2,20  |
| 2013 | Mistrzostwa świata                      | Moskwa         | el. – 14. miejsce | 2,26  |
| 2014 | Mistrzostwa Europy                      | Zurych         | 4. miejsce        | 2,30  |
| 2015 | Halowe mistrzostwa Europy               | Praga          | 5. miejsce        | 2,28  |
| 2015 | I liga drużynowych mistrzostw Europy    | Heraklion      | 1. miejsce        | 2,30  |
| 2015 | Mistrzostwa świata                      | Pekin          | 7. miejsce        | 2,29  |
| 2016 | Mistrzostwa Europy                      | Amsterdam      | 7. miejsce        | 2,24  |
| 2016 | Igrzyska olimpijskie                    | Rio de Janeiro | 14. miejsce       | 2,20  |

## Rekordy życiowe
- Skok wzwyż (stadion) – 2,36 m (2005); rekord Czech
- Skok wzwyż (hala) – 2,37 m (2005); rekord Czech